# Monolepta chujoi
Monolepta chujoi es una especie de insecto coleóptero de la familia Chrysomelidae.
Fue descrita científicamente en 1961 por Nakane & Kimoto.